# Lorenzo Sperotto
Lorenzo Sperotto (Mirano, 28 aprile 1999) è un pallavolista italiano, palleggiatore della Franco Tigano.

## Carriera

### Club
La carriera di Lorenzo Sperotto inizia nelle giovanili del Treviso. Nel 2015 entra a far parte del progetto federale del Club Italia disputando la stagione 2015-16 in Serie B2 e la successiva in Serie B con la maglia della squadra satellite del Blue College Italia ricevendo anche qualche convocazione in prima squadra, in Serie A2, dove entra stabilmente nella stagione 2017-18.
Nella stagione 2018-19 passa all'APD Roma, sempre in serie cadetta: resta legato alla squadra di Roma anche nell'annata seguente quando, oltre a mutare denominazione in Roma Club, è retrocessa in Serie A3.
Per il campionato 2020-21 viene ingaggiato dalla Trentino, in Superlega, vincendo la Supercoppa italiana 2021. Dopo due annate a Trento, dalla stagione 2022-23 si accasa al Tricolore, in serie cadetta, dove rimane per ulteriori due stagioni. Prosegue la carriera in Serie A2 anche per il campionato 2024-25 vestendo la maglia della debuttante Franco Tigano.

### Nazionale
Nel 2017 fa parte della nazionale italiana under 19 con cui vince la medaglia d'argento al campionato europeo e quella d'oro al XIV Festival olimpico della gioventù europea. Nel 2018 viene convocato nella nazionale under 20, mentre nel 2019 è in quella Under-21, conquistando l'argento al campionato mondiale e venendo premiato come miglior palleggiatore della manifestazione.

## Palmarès

### Club
- Supercoppa italiana: 1

2021

### Nazionale (competizioni minori)
- Campionato europeo under 19 2017
- Festival olimpico della gioventù europea 2017
- Campionato mondiale under 21 2019

### Premi individuali
- 2019 - Campionato mondiale Under-21: Miglior palleggiatore